# Qualifizierter Versuch
Von einem qualifizierten Versuch spricht man im Strafrecht, wenn in einem versuchten Delikt noch ein vollendetes Delikt steckt.
Beispiel:
Jemand schießt auf einen anderen in der Absicht ihn durch einen gezielten Schuss auf den Kopf zu töten. Der Schuss verfehlt aber den Kopf und trifft nur das Ohr der anvisierten Person.
Hier liegt zumindest ein versuchter Totschlag gemäß § 212, § 22 StGB vor. Weiter ist durch das Treffen des Ohres die  gefährliche Körperverletzung nach § 223, § 224 Abs. 1 Nr. 2 Alt. 1 StGB verwirklicht worden. Der Totschlag ist versucht worden und die gefährliche Körperverletzung ist vollendet worden, also liegt ein qualifizierter Versuch vor.
Nicht zu verwechseln ist der qualifizierte Versuch mit dem erfolgsqualifizierten Versuch oder dem Versuch einer Erfolgsqualifikation.